# Polski Związek Katolicko-Społeczny
Polski Związek Katolicko-Społeczny (PZKS) – stowarzyszenie powstałe w 1981, od 2004 organizacja pożytku publicznego.
Zrzesza ok. 12 000 członków, działających w oddziałach w 13 województwach. Siedzibą jest m.st. Warszawa. Władze naczelne stanowi Zarząd Krajowy z prezesem, posiadający 5-osobowe Prezydium. Pierwszym prezesem był Janusz Zabłocki z Warszawy. Od 2017 prezesem PZKS jest Zbigniew Toczek z Gdańska.
PZKS założony został w 1981 wskutek odwilży spowodowanej powstaniem „NSZZ Solidarność”. Był pierwszym ogólnopolskim stowarzyszeniem katolików zarejestrowanym w ówczesnym okresie. W latach 1981–1991 miał w Sejmie 5-osobowe (w niektórych okresach 4-osobowe) Koło Poselskie PZKS, powołane przez kilku jego założycieli, którzy byli bezpartyjnymi posłami. Koło PZKS zastąpiło w Sejmie PRL funkcjonujące w latach 1957–1981 koło „Znak”. Posłowie PZKS nie głosowali za usankcjonowaniem stanu wojennego wprowadzonego w grudniu 1981.
W następnych latach po odsunięciu od władzy Janusza Zabłockiego władzę przejęli powiązani z aparatem bezpieczeństwa ludzie o poglądach narodowych skupieni wokół Jana Matłachowskiego.
PZKS był inicjatorem pierwszego poselskiego projektu ustawy o prawnej ochronie dziecka poczętego. Ugrupowanie broniło podstawowych praw człowieka i wielokrotnie włączało do prac Sejmu elementy humanizmu chrześcijańskiego. Koło Poselskie PZKS było pierwszą bezpartyjną strukturą sejmową zaproszoną do złożenia oficjalnej wizyty w Parlamencie Europejskim w Strasburgu. W swych działaniach współpracował z lokalnymi oddziałami KIK-u, ze środowiskiem „Więzi” i „Tygodnika Powszechnego”. W lutym 1989 wprowadził uroczyście obraz Matki Bożej Jasnogórskiej do gmachu Sejmu.
W 1991 działacze PZKS wspólnie z działaczami (m.in. posłami) Stowarzyszenia „Pax” powołali partię Polskie Forum Chrześcijańsko-Demokratyczne (od 1993 działające pod nazwą Stronnictwo Demokracji Polskiej), istniała ona do 1999.
Przedstawiciele PZKS utrzymywali kontakty z zagranicznymi środowiskami chrześcijańskimi. Organizacja rokrocznie organizuje wyjazdy dla dzieci i młodzieży na kolonie oraz obozy do krajów zachodnich. Ponadto jest promotorem i inicjatorem działań o charakterze formacyjno-oświatowym i wychowawczym, akcji charytatywnych, szkoleń, sympozjów, konferencji; wspiera akcje mające na celu zwalczanie uzależnień od narkotyków i alkoholu, współpracuje z Kościołem katolickim oraz z innymi Kościołami i wyznaniami, utrzymuje kontakty z zagranicznymi ruchami i organizacjami pozarządowymi.
Od 2007 organizuje wyjazdy młodzieży z całej Polski (m.in. z Rzeszowa, Lublina, Krakowa, Opola, Gdańska i Warszawy) do zamku w Hambach an der Weinstraße k. Karlsruhe, w ramach spotkań między przedstawicielami Francji, Niemiec i Polski. Ze strony niemieckiej głównym koordynatorem jest prof. R.D. Ruppert, adwokat z Karlsruhe.

## Prezesi
- 1981–1984: Janusz Zabłocki
- 1984–1985: Andrzej Horodecki
- 1985–1986: Zbigniew Zieliński
- 1986–1987: Andrzej Deskur
- 1987–2008: Wiesław Gwiżdż
- 2008–2017: Ryszard Gajewski
- od 2017: Zbigniew Toczek

## Posłowie

### Posłowie na Sejm PRL X kadencji / Sejm RP (1989–1991)
- Stefania Czupała-Hołoga
- Ryszard Gajewski
- Wojciech Polak (Stronnictwo Chrześcijańskiej Demokracji) – w 1991 zasiadł w Parlamentarnym Klubie Chrześcijańsko-Ludowym
- Józef Starczynowski
- Marian Szatybełko

### Posłowie na Sejm PRL IX kadencji (1985–1989)
- Wiesław Gwiżdż
- Zygmunt Kostarczyk
- Tadeusz Myślik
- Marian Szatybełko
- Zbigniew Zieliński

### Posłowie na Sejm PRL VIII kadencji (1981–1985)
- Wacław Auleytner
- Rudolf Buchała
- Jerzy Ozdowski – do 1982, został posłem niezrzeszonym
- Janusz Zabłocki
- Zbigniew Zieliński

Wszyscy posłowie PZKS na Sejm VIII kadencji zostali wybrani jako kandydaci „Znaku”.